# Juan de Ampiés
Juan Martín de Ampiés oder Juan Martínez de Ampués (* in Saragossa; † 8. Februar 1533 auf Hispaniola) war ein spanischer Offizier des 16. Jahrhunderts. Er war Regidor in Santo Domingo und gründete im Jahr 1527 Coro, die erste Stadt Venezuelas.
Juan Martinez de Ampíes war Offizier in der spanischen Armee unter Ferdinand II. während der Feldzüge der Liga von Cambrai in Italien. Am 19. Mai 1511 ernannte ihn der König zum Handelsbeauftragten für Hispaniola. Der Gouverneur von Santo Domingo entsandte ihn nach Venezuela, um den Sklavenhandel mit Indianern, den Piraten in der Region betrieben, zu bekämpfen.
Er kam mit 60 Soldaten an der Küste Coriana an, schloss ein Abkommen mit dem Kaziken Manaure und gründete am 26. Juli 1527 (dem Annentag) die Stadt Santa Ana de Coro.
Als Karl I. die Herrschaft Venezuelas an die Welser übertrug, musste Ampíes nach Santo Domingo zurückkehren. Die Welser nutzten die Situation, um wieder Sklavenhandel zu betreiben und das Friedensabkommen mit den Indianern zu verletzen.